# Andrew Parfitt
 (août 2023).
Pour les articles homonymes, voir Parfitt.
Andrew James Parfitt est le 5e vice-chancelier et président de l'université technologique de Sydney. Il est nommé à ce poste en novembre 2021. Il est auparavant vice-chancelier adjoint (académique) de l'université de Newcastle en Australie de 2012 à 2016 et recteur de l'université de technologie de Sydney de 2017 à 2021,.

## Parcours scolaire
Andrew Parfitt est titulaire d'un Bachelor of Engineering (électricité et électronique) et d'un doctorat (ingénierie électrique et électronique) de l'université d'Adélaïde.

## Carrière
Auparavant PDG de CRC Satellite Systems et directeur général des programmes spatiaux du Commonwealth Scientific and Industrial Research Organisation (CISRO),, il est nommé, en 2004, directeur de l'Institut de recherche sur les télécommunications de l'université d'Australie-Méridionale. Il occupe des postes universitaires auxiliaires à l'université d'Adélaïde, à l'université de Sydney et à l'université Macquarie,.
En décembre 2012, il est nommé vice-chancelier adjoint (académique) de l'université de Newcastle. Il reste à ce poste jusqu'en 2016, date à laquelle il est nommé à l'université technologique de Sydney. Il est par ailleurs président du Centre d'admission des universités de 2013 à 2019.
Il a été tour à tour recteur et vice-président principal de l'université de technologie de Sydney de 2017 à 2021, puis, en novembre 2021, vice-chancelier et président de l'université de technologie de Sydney.

## Honneurs
Andrew Parfitt est membre senior de l'Institute of Electrical and Electronics Engineers (IEEE) et Fellow d'Engineers Australia (en) (EA),. Il est élu membre de l'Académie australienne de technologie et d'ingénierie en 2021.